# August Friedrich Pauly
August Friedrich (von) Pauly (9 de mayo de 1796, Benningen am Neckar, cerca de Ludwigsburg - 2 de mayo de 1845, Stuttgart) fue un filólogo clásico alemán.

## Obra
La obra principal de Pauly es la Real-Encyclopädie der classischen Alterthumswissenschaft in alphabetischer Ordnung, que editó a partir de 1837 y que ha llegado a ser conocida con el nombre del autor. Pauly murió en 1845, antes de poder concluir su trabajo; en los siguientes siete años, se hicieron cargo de él Ernst Christian Walz y Wilhelm Siegmund Teuffel. La resultante primera edición consistía en seis tomos. Una segunda edición se acometió entre los años 1861 y 1866, pero no llegó a terminarse. A partir de 1890 Georg Wissowa estuvo al cuidado de una nueva edición, por lo cual la enciclopedia ha llegado a ser conocida como Pauly-Wissowa. Una edición abreviada se conoce como Der kleine Pauly («la pequeña Pauly» o «Pauly menor»), que apareció en cinco tomos entre 1964 y 1975. En 1996-2003 se publicó una nueva versión, bajo el título Der neue Pauly, actualizando y reelaborando a fondo la original. 
Como miembro del Statistisch Topografisches Bureau des Königreichs Württemberg (Oficina Topográfica Estadística del reino de Württemberg), Pauly publicó, como parte de un programa de descripción topográfica del Land de Württemberg, descripciones de varias administraciones (Oberämter). Antes de su defunción, fue nombrado caballero de la Orden de la Corona de Württemberg.